# Сосэ
Айсиньгиоро Сосэ (кит. трад. 硕塞, маньчж. ᡧᠣᠰᡝ; 17 января 1629 — 12 января 1655) — маньчжурский принц династии Цин, носивший титул великого князя Чэнцзэ. В 1655 году его титул был переименован в принц Чжуан первого ранга.

## Биография
Сосэ родился 17 января 1629 года во дворце Циннин Запретного города в Мукдене, резиденции династии Цин в те времена. Пятый сын Хунтайцзи (Абахая) (1592—1643), императора Цин в 1626—1643 годах. Его мать, госпожа из клана Ехэ-Нара, была второй супругой Хунтайцзи. Её отец Анабу (阿纳布), приходился двоюродным братом Янгину, отцу императрицы Сяоцигао. До вступления в императорский дом госпожа была трижды замужем. Сосэ вырос во дворце Циннин вместе с Бомубогором и Фулином, будущим императором Шуньчжи.

## Политическая карьера
Хотя Сосэ родился у высокопоставленной супруги, у него не было шансов унаследовать трон. В июне 1644 года Сосэ женился на дворянке из клана Нара, дочери Фейянгу, и впоследствии получил титул принца Чэнцзэ второго ранга. Во время перехода от Мин к Цин Сосэ сопровождал принца Додо, принца Юя, в Шаньчжоу. В 1645 году он вместе с Додо завоевал провинцию Хэнань. Он захватил в плен двух генералов повстанческого лидера Ли Цзычэна. В битве у перевала Шанхайгуань Сосэ убил Ма Шияо (马世尧). Сосэ вместе со своим дядей Аджигэ завоевал Датун.
После смерти Доргона Сосэ был повышен до принца Чэнцзэ первого ранга в 1651 году и служил одним из регентов вместе с Вакедой, сыном Дайсаня, и принцем Цянем второго ранга. Сосэ скончался 12 января 1655 года и был посмертно удостоен звания принца Чэнцзэю первого ранга (承澤裕親王, что означает «благословенный и богатый»). Его преемником стал старший сын Богуодуо.

## Поместье
Имущество князя Чжуана первого ранга насчитывало 78 000 му, разбросанных по 25 уездам в Чжили, 4 000 му в Чжанцзякоу и Чэндэ, 71 000 му в Ляонине и пастбищах общей площадью 324 000 му в Шаньси, что составляло 5,5 % податной пахотной земли за империя в 1887 году. До упадка династии Цин поместье насчитывало 550 000 му, несмотря на 8 разделов.

## Семья
От жен и наложниц у Сосэ было четверо сыновей (Богуодуо, Боэрголо, Энггебу, Суйха) и одна дочь.